# Магнетомоторна сила
Магнетомоторна сила је сила која производи магнетско поље код електромагнета.
Симбол је обично  а јединица је ампер-завој (ампер-завојак, ампер-навој или ампер-навојак), установљена на бази јачине струје у једном завоју жице. Пошто ампер-завој није СИ дефинисана јединица, често се једноставно користи Ампер/метар.
Сљедећа формула исказује јачину магнетомоторне силе:
{\displaystyle \mathbf {F_{m}} =\mathbf {N} \mathbf {I} }
где је 
- {\displaystyle \mathbf {F_{m}} } магнетомоторна сила у Ампер-завојима,
- број завоја, и
- струја у амперима.

Јачина магнетског тока кроз неки материјал зависи о јачини магнетомоторне силе и релуктанси материјала. То се може исказати сљедећом једначином:
{\displaystyle \mathbf {\Phi } ={\frac {F_{m}}{\mathcal {R}}}}

## Јединице
СИ јединица за mmf је ампер, исто као и јединица струје (аналогно јединици   и напона волт). Неформално, и често, ова јединица се наводи као ампер-завој како би се избегла забуна са струјом. Ово је био назив јединице у систему МКС. Повремено се може срести и  системска јединица гилберт.

## Историја
Термин магнетомоторна сила је сковао Хенри Огастус Ровланд 1880. године. Ровланд је намеравао да ово укаже на директну аналогију са електромоторном силом. Идеја о магнетној аналогији са електромоторном силом може се наћи много раније у раду Мајкла Фарадаја (1791-1867), а наговестио ју је у Џејмс Клерк Максвел (1831-1879). Међутим, Ровланд је сковао тај термин и био је први који је експлицитно навео Омов закон за магнетна кола 1873. године.
Омов закон за магнетна кола се понекад назива Хопкинсоновим законом, а не Ровландовим законом, јер неки аутори приписују закон Џону Хопкинсону уместо Роуланду. Према прегледу метода анализе магнетних кола, ово је нетачна атрибуција која потиче из Хопкинсоновог рада из 1885. године. Штавише, Хопкинсон заправо цитира Ровландов рад из 1873. у овом раду.

## Примери
Треба наћи магнетомоторну силу електромагнета са N=5 навоја жице кроз које пролази струја од I=2 А.
{\displaystyle \mathbf {F_{m}} =\mathbf {N} \mathbf {I} } = 5 завоја • 2 A = 10 Ампер-завоја.
Ако претпоставимо да је релуктанса магнетног кола {\displaystyle {\mathcal {R}}} = 40 000 Ампер-завоја/Wb, магнетски ток (флукс) кроз магнетско коло јест:
{\displaystyle \mathbf {\Phi } ={\frac {F_{m}}{\mathcal {R}}}} = {\displaystyle {\frac {10}{40000}}} = 250 μWb.